# 褐黃鿳
褐黃鿳（學名：Kyphosus lutescens）又稱褐黃舵魚，為輻鰭魚綱日鱸目鿳科鿳屬的其中一種，傳統上屬於鱸形目。
本魚分布於中東太平洋海域，體長可達90公分，棲息在沿岸礁石區。
其种加词“lutescens”意为“浅黄色的”。